# Sachsenwald

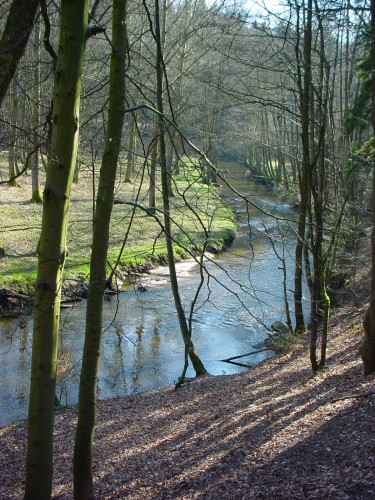
Rio Bille no Sachsenwald.

Sachsenwald (em português, literalmente, Floresta da Saxônia) é uma área não-incorporada (em alemão: gemeindefreies Gebiet) da Alemanha, distrito de Lauenburg, estado de Schleswig-Holstein, vinculada com a associação municipal Hohe Elbgeest. Com 70 km² de área é a maior floresta fechada de Schleswig-Holstein.
Boa parte de Sachsenwald pertence ainda aos descendentes de Otto von Bismarck que recebeu a área em 24 de junho de 1871 de Guilherme I da Alemanha, rei da Prússia e o primeiro Kaiser (Imperador) da Alemanha unificada.